# Fridtjof Nansen (Schiff, 2006)
Die Fridtjof Nansen (Kennung: F310) ist das Typschiff der gleichnamigen Fregattenklasse der norwegischen Marine.
Das Schiff ist benannt nach Fridtjof Nansen, einem norwegischen Polarforscher und Nobelpreisträger.

## Einsätze

### Schutz vor Piraten
Am 26. Februar 2009 beschloss das norwegische Parlament, sich an der Operation Atalanta der EU gegen die Piraterie vor der Küste Somalias zu beteiligen und zu diesem Zweck die Fridtjof Nansen in den Golf von Aden zu entsenden. Das Schiff traf im August 2009 im Einsatzgebiet ein. 2013 nahm das Schiff an der Operation Ocean Shield teil.
Anfangs führte die Fridtjof Nansen ihren Auftrag ohne ihren Bordhubschrauber aus, da sich die Auslieferung der neuen NH90-Maschinen verzögerte. Als Ersatz für den fehlenden Helikopter hatte das Schiff zwei schnelle seetüchtige Festrumpf-Schlauchboote an Bord.

### RIMPAC
Im Jahr 2014 nahm die Fridtjof Nansen an der Marineübung RIMPAC im Pazifischen Ozean teil. Im Rahmen der Übung versenkte sie am 10. Juli die Ogden, ein stillgelegtes amerikanisches Transportschiff.

## Bilder

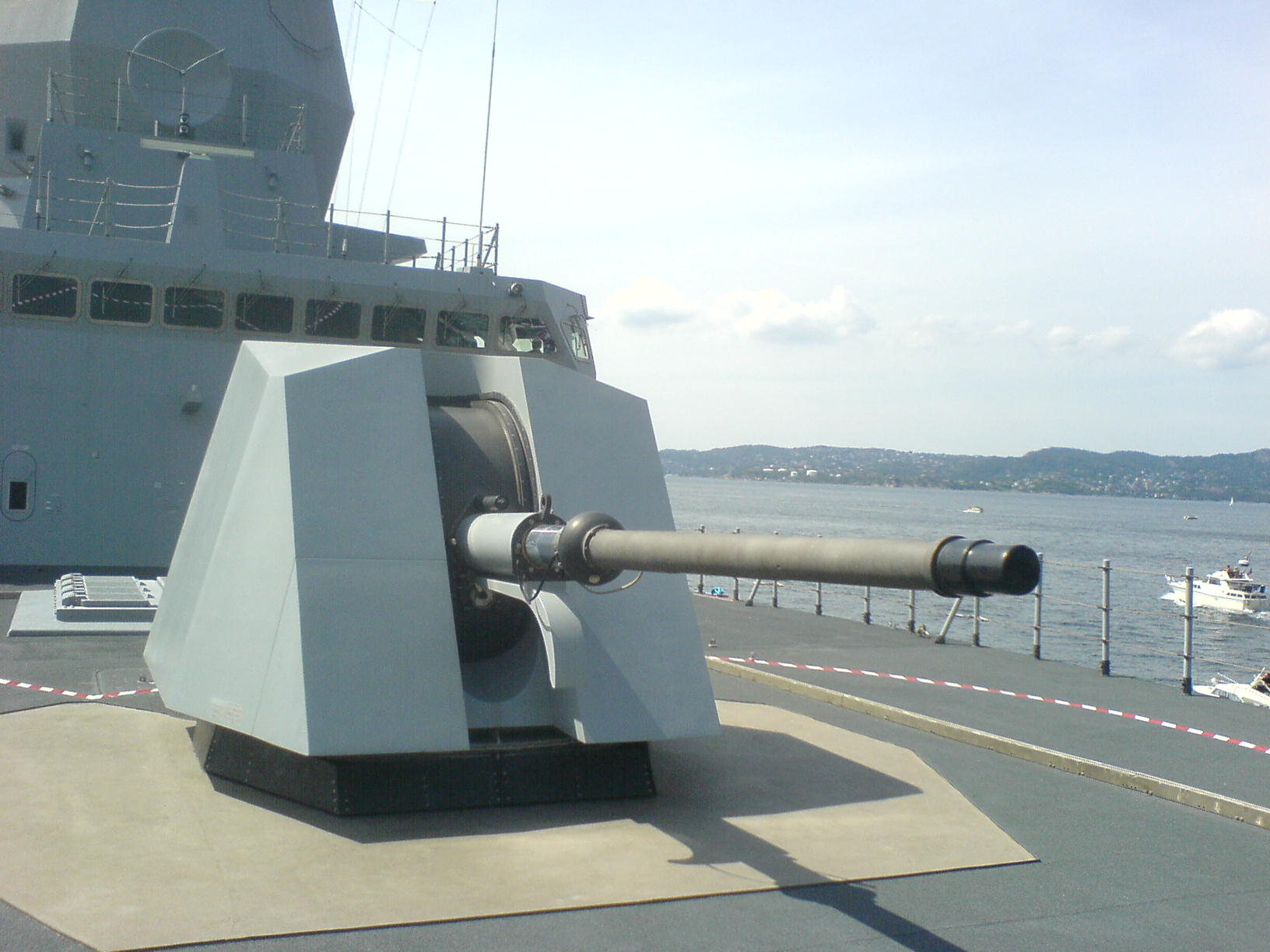
Bordgeschütz OTO Breda 76mm SR mit Tarnkappenturm
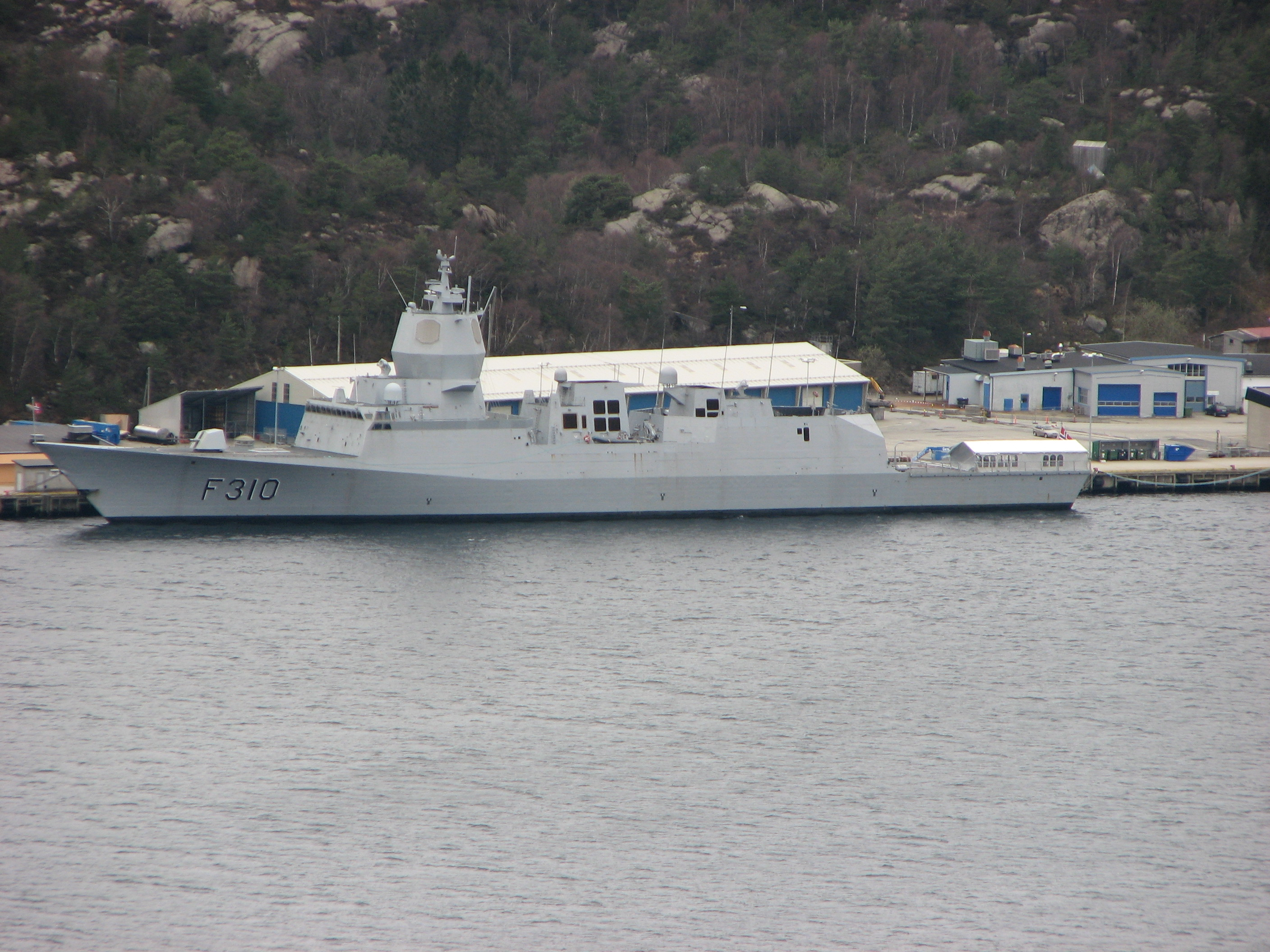
Die Fridtjof Nansen im Heimathafen Haakonsvern